# باغتشة جوق
باغتشة جوق هي قرية في مقاطعة ماكو، إيران. عدد سكان هذه القرية هو 1,738 في سنة 2006.